# 新寺站
新寺站位于中华人民共和国陕西省西安市灞桥区港兴二路与和祥路交叉口，是西安地铁14号线的一座地下车站，于2021年6月29日随14号线开通运营。

## 车站结构
本站为地下两层岛式站台车站。
- 站徽（2023年8月）
- 站台（2023年8月）

| 地面            | 出入口                   | A-D出入口                                      |
| 地下一层 站厅层 | 站厅                     | 客务中心、自动售票机、进出站闸机、长安通自助机 |
| 地下二层 站台层 |                          | 14号线往机场西（双寨）                         |
| 地下二层 站台层 | 岛式站台，左側開门       |                                                |
| 地下二层 站台层 | 14号线往贺韶（港务大道） |                                                |

## 车站艺术
- 站内支撑柱的饰品（2023年8月）

## 出入口
本站共有4个出入口。
|      |                        |      |
| 编号 | 指引                   | 图片 |
| A    | 港兴二路（北）         |      |
| B    | 港兴二路（南）、港丰路 |      |
| C    | 港兴二路（南）、港丰路 |      |
| D    | 港兴二路（北）         |      |

## 接驳公交

### 车站南侧，和祥路港丰路口

#### 西侧西行，近B出口/东侧东行，近C出口
| 和祥路港丰路口 | 和祥路港丰路口   | 和祥路港丰路口 | 和祥路港丰路口   | 和祥路港丰路口 |
| 编号           | 路线             | 路线           | 路线             | 备注           |
| -------------- | ---------------- | -------------- | ---------------- | -------------- |
| 248            | 未央路凤城五路口 | ⇆              | 港务区公交调度站 |                |
| 299            | 行政中心         | →              | 港兴路东口       | 原 全运9号线   |
| 299            | 行政中心         | ←              | 郝家村           | 原 全运9号线   |